# François-Charles de Saxe-Lauenbourg
François-Charles de Saxe-Lauenbourg (2 mai 1594; 30 novembre 1660 à Neuhaus) est un prince de Saxe-Lauenbourg et un général pendant la Guerre de Trente Ans.

## Biographie
François Charles est un fils du duc François II de Saxe-Lauenbourg (1547-1619) de son second mariage avec Marie de Brunswick-Lunebourg.
En 1619, François Charles et de ses frères, confirment dans un contrat de succession que leur demi-frère aîné Auguste hérite de toute la Saxe-Lauenbourg. François Charles suit une carrière militaire, et, après avoir servi dans différentes armées, il rejoint l'armée protestante du comte Ernst von Mansfeld. Avec cette armée, il combat en Bohême contre l'Empereur Ferdinand II. Trois de ses frères servent dans l'armée impériale et s'opposent à lui.
En 1623, son frère aîné Jules-Henri de Saxe-Lauenbourg se réconcilie avec l'empereur. Lors d'une réunion de princes protestants à Lauenburg sur l'Elbe en 1625, il est décide de mettre la Basse-Saxe sous la protection du roi Christian IV de Danemark contre l'empereur et de sa Ligue Catholique. François Charles recrute un nouveau régiment pour le roi du Danemark et lui fait prendre ses quartiers en Saxe-Lauenbourg, où ses troupes prennent une position hostile. Après la défaite de Christian IV, François Charles demande à Wallenstein de l'aider à se réconcilier avec l'empereur.
Le 19 septembre 1628 François Charles épouse Agnès de Brandebourg, veuve du duc Philippe Jules de Poméranie-Wolgast. Encore avec l'aide de Wallenstein, son frère François Jules obtient que sa femme soit autorisée à garder son douaire, le district de Barth. Après que le roi Gustave II Adolphe de Suède soit arrivé en Poméranie en 1630, François Charles est entré à son service en tant que colonel. François Charles est capturé à la résidence de son frère Auguste, à Ratzebourg par le général impérial Pappenheim, mais il est bientôt de retour dans le service suédois comme colonel. Après la mort de Gustave Adolphe, François Charles change de camp et rejoint l'armée de l'Électorat de Saxe. Cela lui permet de se réconcilier avec l'empereur une fois de plus.
En 1637, François Charles, converti au catholicisme, entre dans le service impérial en tant que Major-général. Après la mort de sa première femme, François Charles se marie le 27 août 1639 à Sopron avec Catherine de Brandebourg, la très riche veuve du prince de Transylvanie Gabriel Bethlen. Sa deuxième femme vend toutes ses possessions hongroises et s'installe avec son mari en Allemagne, où elle meurt en 1649. François Charles se remarie, en 1651, avec la comtesse Élisabeth-Christine de Meggau, veuve du baron Adolphe Christoph Teuff. Après avoir quitté le service militaire, il part en tournée en Italie. Il est mort à Neuhaus et, en dépit de ses trois mariages, il laisse seulement des enfants nés hors mariage.